# Масуд Джума
Масуд Джума Чока (англ. Masoud Juma Choka, нар. 3 лютого 1996, Ізіоло) — кенійський футболіст, нападник алжирського клубу «Кабілія», а також національної збірної Кенії.

## Клубна кар'єра
У футболі дебютував 2014 року виступами за команду «Шабана». 
Своєю грою за цю команду привернув увагу представників тренерського штабу клубу «Бандарі» (Момбаса), до складу якого приєднався 2014 року. Відіграв за момбаську команду наступні два сезони своєї ігрової кар'єри.
2016 року уклав контракт з клубом «СоНі Шугер», у складі якого провів наступний рік своєї кар'єри гравця. 
З 2017 року один сезон захищав кольори команди клубу «Каріобангі Шаркс».  Більшість часу, проведеного у складі «Каріобангі Шаркс», був основним гравцем атакувальної ланки команди. У складі «Каріобангі Шаркс» був одним з головних бомбардирів команди, маючи середню результативність на рівні 0,78 голу за гру першості.
Протягом 2018 року захищав кольори команди клубу «Кейптаун Сіті».
З 2018 року один сезон захищав кольори команди клубу «Аль-Фуджейра».  В новому клубі був серед найкращих голеодорів, відзначаючись забитим голом в середньому щонайменше у кожній третій грі чемпіонату.
Протягом 2019 року захищав кольори команди клубу «Аль-Насра» (Бенгазі).
До складу клубу «Кабілія» приєднався 2019 року. Станом на 26 грудня 2019 року відіграв за команду з Тізі-Узу 3 матчі в національному чемпіонаті.

## Виступи за збірну
10 червня 2017 року дебютував в офіційних матчах у складі національної збірної Кенії, відігравши відбірковий матч до Кубка Африки в 2019 році проти Сьєрра-Леоне (1-2).
У складі збірної був учасником Кубка африканських націй 2019 року в Єгипті.

## Титули і досягнення
- Володар Кубка президента (1):

«Бандарі» (Момбаса): 2015
- Володар Суперкубка Кенії (1):

«Бандарі» (Момбаса): 2016
- Володар Кубка КЕСАФА (1):

Кенія: 2017
- Найкращий бомбардир Прем'єр-ліги Кенії: 2017